# NIO・ET7
NIO ET7は、2022年に上海蔚来汽車（NIO）から発売されたフルサイズセダンの電気自動車。

## 歴史
2021年1月9日に成都で開催されたイベント「NIO Day 2020」で発表された。最上級モデルとなる150kWモデルには固体電池を採用すると発表し、世界に衝撃を与えた。実際に搭載されれば、世界初の固体電池搭載量産車となる。ただし、発売当初の電池容量は70kWhと100kWhの2種類であり、150kWh型の導入は「1年先」という。
2022年3月28日に中国で発売され、まず70kWhモデルと100kWhモデルがラインアップされ、価格は70kWhモデルが44万8000元、100kWhモデルが50万6000元であった。バッテリーをサブスクリプション方式にする場合、70kWhモデルが車両本体37万8000元＋電池月額980元、100kWhモデルも車両本体は同額で電池月額が1480元となる。
2022年後半にドイツでET7を販売することがNIOから発表されている。
2022年4月26日、NIO通算20万台目の車が製造されたが、それはET7であった。

## 仕様
クラスは、メルセデス・ベンツ・SクラスやBMW・7シリーズ、レクサス・LSなどに相当。EVの競合車はテスラ・モデルSになる。
車載バッテリーは70kWh、100kWh、150kWhをラインナップする予定である。70kWhと100kWhは、リチウムイオン電池を採用している。全電気航続距離は500kmから1000kmになる。
EVパワートレーンは2つあり、フロントに永久磁石モーター、リヤに誘導モーターを搭載。最大出力は652ps/86.7kgmで、0‐100km/h加速は3.9秒。ボディは超高強度鋼とアルミニウムのハイブリッド構造で、Cd値は0.208。
先進運転支援システム「NIO Aquila SuperSensing」は、8メガピクセルの高解像度カメラ11台や超長距離高解像度LiDAR 1台、ミリ波レーダー5台、超音波センサー12台、高精度測位ユニット2台、V2Xを含む計33台の高性能センシングユニットで構成されている。

## コンセプトモデル
2019年の上海モーターショーで披露されたETシリーズのコンセプトモデル。

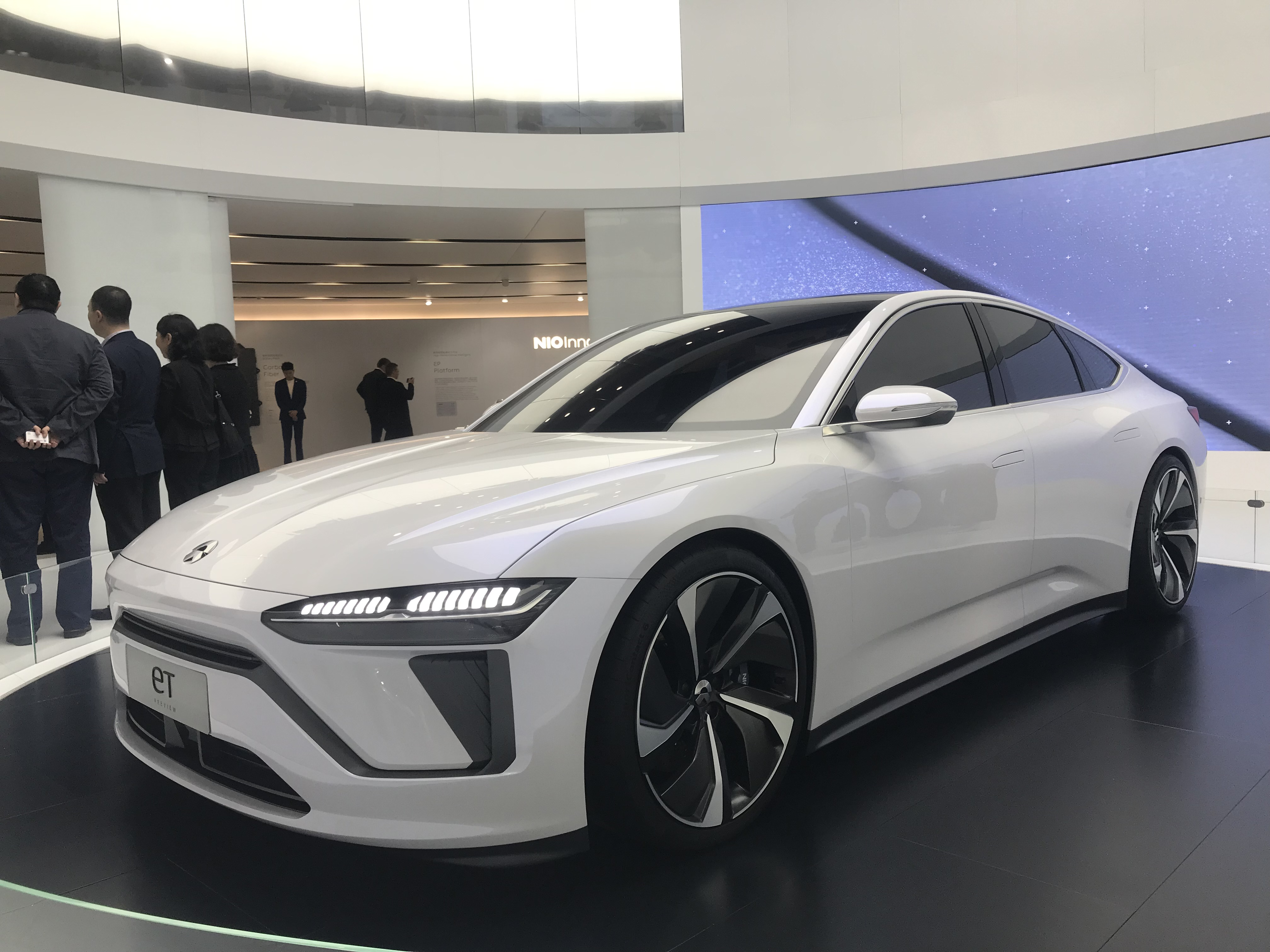
前方
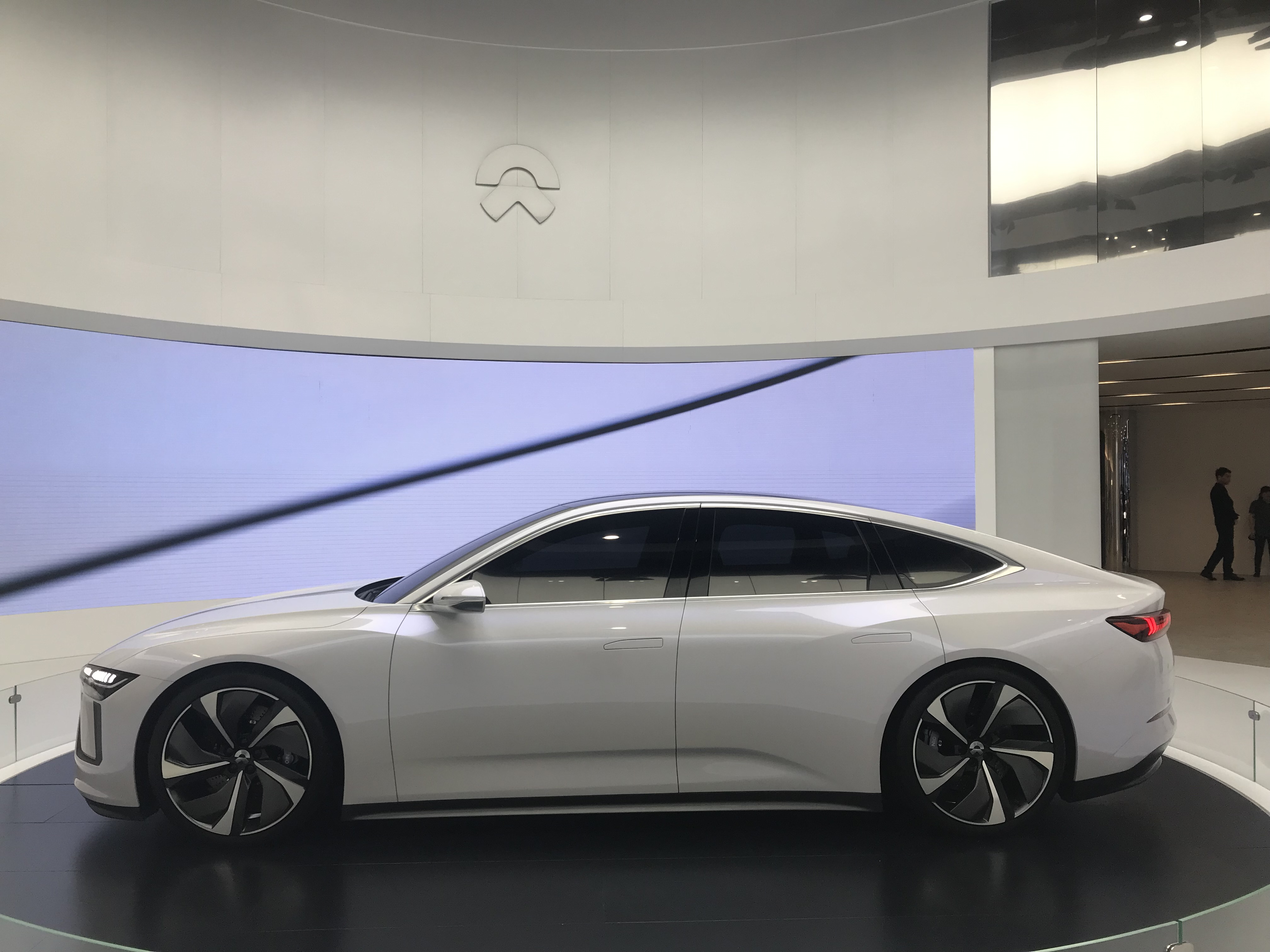
側面
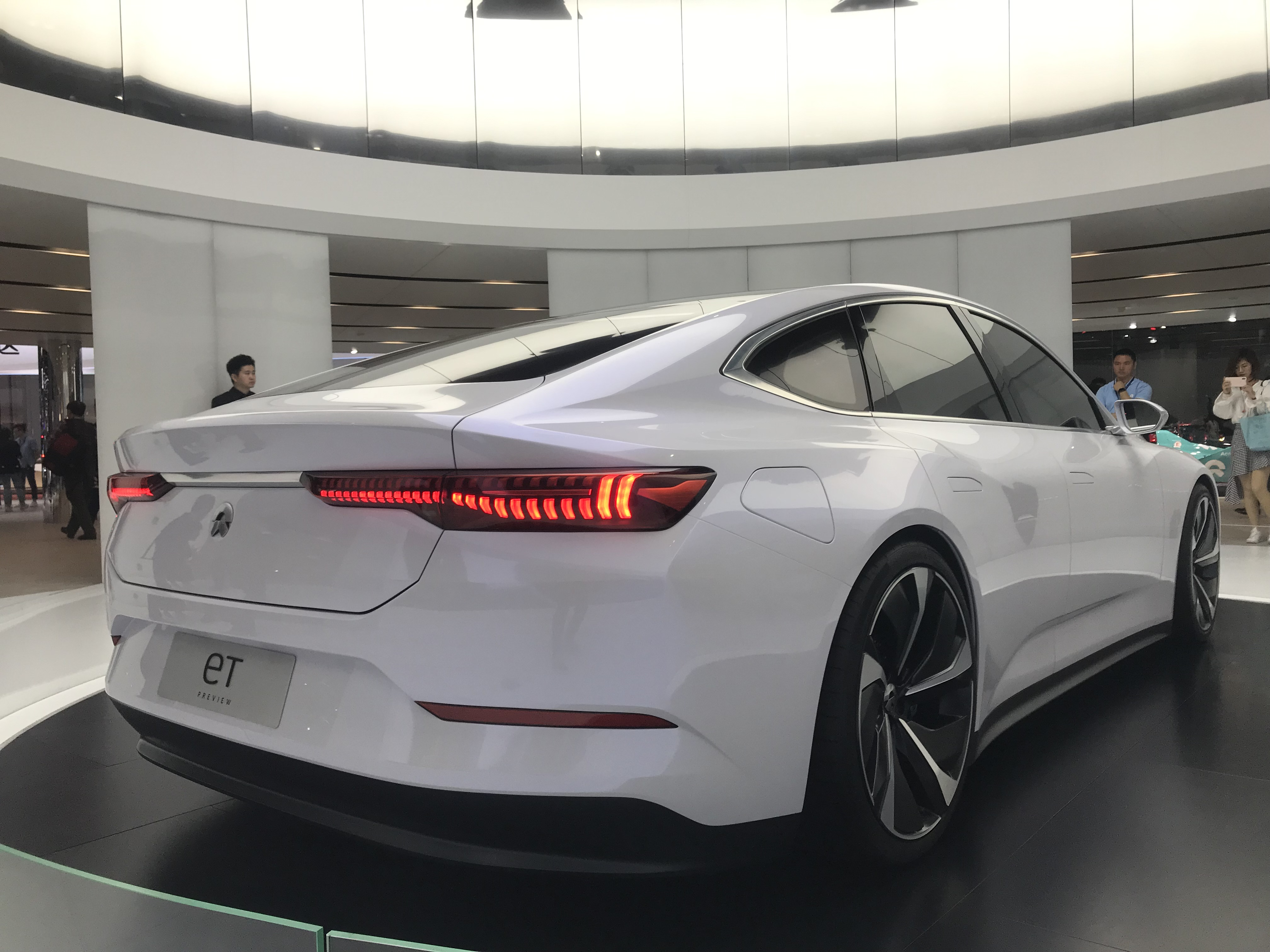
後部